# Thunder Birds
Thunder Birds is een Amerikaanse oorlogsfilm uit 1942 onder regie van William A. Wellman.

## Verhaal
Op een luchtmachtbasis in Arizona stoomt veteraan Steve Britt gevechtspiloten klaar voor de oorlog. Hij en zijn Britse leerling Peter Stackhouse dingen allebei naar de hand van Kay Saunders, de dochter van een plaatselijke landeigenaar.

## Rolverdeling
| Acteur           | Personage         |
| ---------------- | ----------------- |
| Gene Tierney     | Kay Saunders      |
| Preston Foster   | Steve Britt       |
| John Sutton      | Peter Stackhouse  |
| Jack Holt        | Kolonel MacDonald |
| May Whitty       | Jane Stackhouse   |
| George Barbier   | Cyrus P. Saunders |
| Richard Haydn    | George Lockwood   |
| Reginald Denny   | Barrett           |
| Ted North        | Cadet Hackzell    |
| Janis Carter     | Verpleegster      |
| C. Montague Shaw | Arts              |
| Viola Moore      | Verpleegster      |
| Nana Bryant      | Mevrouw Blake     |
| Joyce Compton    | Verkoopster       |
| Bess Flowers     | Verpleegster      |